# OceanLab
Az OceanLab egy 2000-ben alakult  angliai trance formáció.

## Tagjai
- Jono Grant-Dj és producer
- Justine Suissa-ének
- Paavo Siljamäki-Dj és producer
- Tony McGuinnes-Dj és producer

## Történet
Az OceanLab-ot az Above & Beyond tagjai hozták létre. Első maxi 2001-ben jelent meg "Clear Blue Water" amelyhez Ferry Corsten készített remixet. Ezt követte a "Sky Falls Down" 2002-ben ehhez a dalhoz Armin van Buuren készítette a mixet. Soron következő dal a "Beautiful Together", amit a Signum remixelt.
2004-ben jelent meg a "Satellite". 4 év szünet után kiadják első albumukat, amelyen ismét Justine Suissa vokálozik. Az album első maxija a "Sirens of the Sea". 2008-ban még 2 dalt jelentettek meg, a "Miracle"-t és a "Breaking Ties"-t. 2009-ben látott napvilágot a "Sirens of the Sea" remix album.
Még ebben az évben jelent meg a "On A Good Day", a dal érdekessége, hogy a YouTube-on található videóklipet az Above & Beyond  rajongók alkották, ám a fiúk ezt hivatalos videónak tüntették fel a YouTube csatornájukon. Az album utolsó dala a "Lonely Girl".
2010-ben ismételten kiadták a "On A Good Day", ami úgynevezett mash-up, ami a Myon & Shane54 dj páros nevéhez fűződik.

## Albumok
- 2008 Sirens of the Sea
- 2009 Sirens of the Sea Remixed

## Dalok
- 2001 "Clear Blue Water"
- 2002 "Sky Falls Down"
- 2003 "Beautiful Together"
- 2004 "Satellite"
- 2008 "Sirens of the Sea"
- 2008 "Miracle"
- 2008 "Breaking Ties"
- 2009 "On A Good Day"
- 2009 "Lonely Girl"
- 2010 "On A Good Day (Metropolis)"

## Remixek
- 2001 Teaser - "When Love Breaks Down" (OceanLab Remix)
- 2002 Ascension - "For a Lifetime" (OceanLab Remix)